# Swansong (Pärt)
Pour les articles homonymes, voir Swansong.
Swansong est une œuvre pour orchestre symphonique écrite par Arvo Pärt, compositeur estonien associé au mouvement de musique minimaliste.

## Historique
Composée en 2013, Swansong une commande de l'Internationale Stiftung Mozarteum pour la Semaine Mozart de Salzbourg en 2014 dont Arvo Pärt était le compositeur invité. Il s'agit d'une version orchestrale d'une œuvre précédente pour chœur mixte et orgue, Littlemore Tractus, créée en 2001 pour commémorer le 200e anniversaire de la naissance du cardinal anglais John Henry Newman (1801-1890), une figure religieuse importante au Royaume-Uni qui après sa conversion au catholicisme romain en 1845 a œuvré pour sa communauté de Littlemore et a été béatifié en 2010 par le pape Benoît XVI.
La création de Swansong a lieu le 29 janvier 2014 au Grand palais des festivals de Salzbourg en Autriche par l'orchestre philharmonique de Vienne sous la direction de Marc Minkowski,. Elle est jouée l'année suivante en Estonie lors du festival de musique de Pärnu par l'orchestre du festival dirigé par Paavo Järvi.

## Structure
L'exécution de l'œuvre dure environ 6 minutes.